# 岩倉具実
岩倉 具実（いわくら ともざね、1905年2月1日 - 1978年10月18日）は、日本の言語学者。同志社大学名誉教授｡東京府出身。

## 人物
公爵岩倉具張の次男として東京市麹町区裏霞ヶ関に生まれる。母方の祖父は西郷従道。1917年に学習院初等科を卒業して学習院中等科に進んだが、母から陸軍大将になることを望まれたため2年次の途中で退学し、1918年、陸軍中央幼年学校に入学。1921年、陸軍士官学校に入ったが肺炎カタルのため療養を命じられ、1922年に健康上の理由で陸軍士官学校を退学し、獨逸学協会学校中等部4年次に編入学。1924年に獨逸学協会学校中等部を卒業し、静岡高等学校理科乙類に入学。1925年、持病の脚気により静岡高校を退学し、1926年、成城高等学校入学。1929年、成城高校を卒業し、東京帝国大学文学部言語学科入学。1932年、東京帝大文学部言語学科を卒業し、東京帝大大学院に進む。1936年、伯爵藤堂高紹の次女本子と結婚。文学士として東京文理科大学勤務。1940年、フランクフルト大学から日本語講師として招かれて渡独。
1947年、野上豊一郎の世話で同志社大学講師となる。のち助教授から教授を経て名誉教授。1978年、胃癌で死去。
プロテスタントのキリスト教信者であった。葬儀は日本基督教団京都大宮教会で執り行われた。
ローマ字論者としても知られ、同音異義語をわかりやすい言葉に言い換えるための『口語辞典――Hanasikotoba o hiku Zibiki』を編纂している。